# Kanton Ballon
Kanton Ballon (fr. Canton de Ballon) je francouzský kanton v departementu Sarthe v regionu Pays de la Loire. Tvoří ho 13 obcí.

## Obce kantonu
- Ballon
- Beaufay
- Courcebœufs
- Courcemont
- Joué-l'Abbé
- La Guierche
- Montbizot
- Sainte-Jamme-sur-Sarthe
- Saint-Jean-d'Assé
- Saint-Mars-sous-Ballon
- Souillé
- Souligné-sous-Ballon
- Teillé